# Hilarempis tephrodes
Hilarempis tephrodes är en tvåvingeart som först beskrevs av Philippi 1865.  Hilarempis tephrodes ingår i släktet Hilarempis och familjen dansflugor. Inga underarter finns listade i Catalogue of Life.